# The Voice van Vlaanderen
Pour la version de The Voice en Belgique francophone, voir The Voice Belgique.
Pour les articles homonymes, voir The Voice.
The Voice van Vlaanderen est une émission de télévision belge de télé-crochet musicale diffusée sur la VTM depuis le 25 novembre 2011 et présentée par An Lemmens et Sean Dhondt. Le format est adapté de l'émission musicale néerlandaise The Voice of Holland, créée par John de Mol (fondateur d'Endemol).

## Participants
| Coachs | Coachs             | Nb. de victoire(s) | Nb. de saisons | Saisons | Saisons | Saisons | Saisons | Saisons | Saisons | Saisons        | Saisons        | Saisons        |
| Coachs | Coachs             | Nb. de victoire(s) | Nb. de saisons | 1       | 2       | 3       | 4       | 5       | 6       | 7              | 8              | 9              |
| ------ | ------------------ | ------------------ | -------------- | ------- | ------- | ------- | ------- | ------- | ------- | -------------- | -------------- | -------------- |
|        | Koen Wauters       | 2                  | 9              |         |         |         |         |         |         |                |                |                |
|        | Natalia Druyts     | 2                  | 8              |         |         |         |         |         |         |                |                |                |
|        | Alex Callier       | 1                  | 4              |         |         |         |         |         |         |                |                |                |
|        | Jasper Steverlinck | 2                  | 2              |         |         |         |         |         |         |                |                |                |
|        | Regi Penxten       | 0                  | 1              |         |         |         |         |         |         |                |                |                |
|        | Axelle Red         | 0                  | 1              |         |         |         |         |         |         |                |                |                |
|        | Bent Van Looy      | 1                  | 2              |         |         |         |         |         |         |                |                |                |
|        | Bart Peeters       | 0                  | 3              |         |         |         |         |         |         |                |                |                |
|        | Niels Destadsbader | 0                  | 1              |         |         |         |         |         |         |                |                |                |
|        | Tourist LeMC       | 0                  | 1              |         |         |         |         |         |         |                |                |                |
|        | Laura Tesoro       | 1                  | 3              |         |         |         |         |         |         | Comeback Stage | Comeback Stage | Comeback Stage |
|        | Mathieu Terryn     | 0                  | 2              |         |         |         |         |         |         |                |                |                |
|        | Jan Paternoster    | 0                  | 2              |         |         |         |         |         |         |                |                |                |

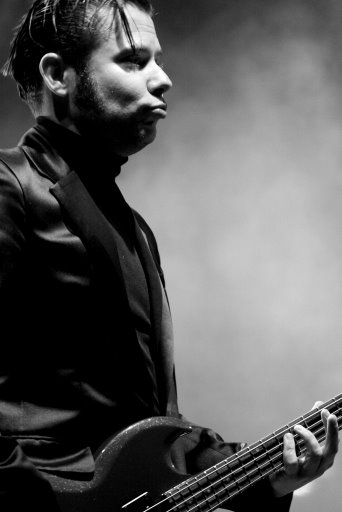
Alex Callier (1-2, 5-6)
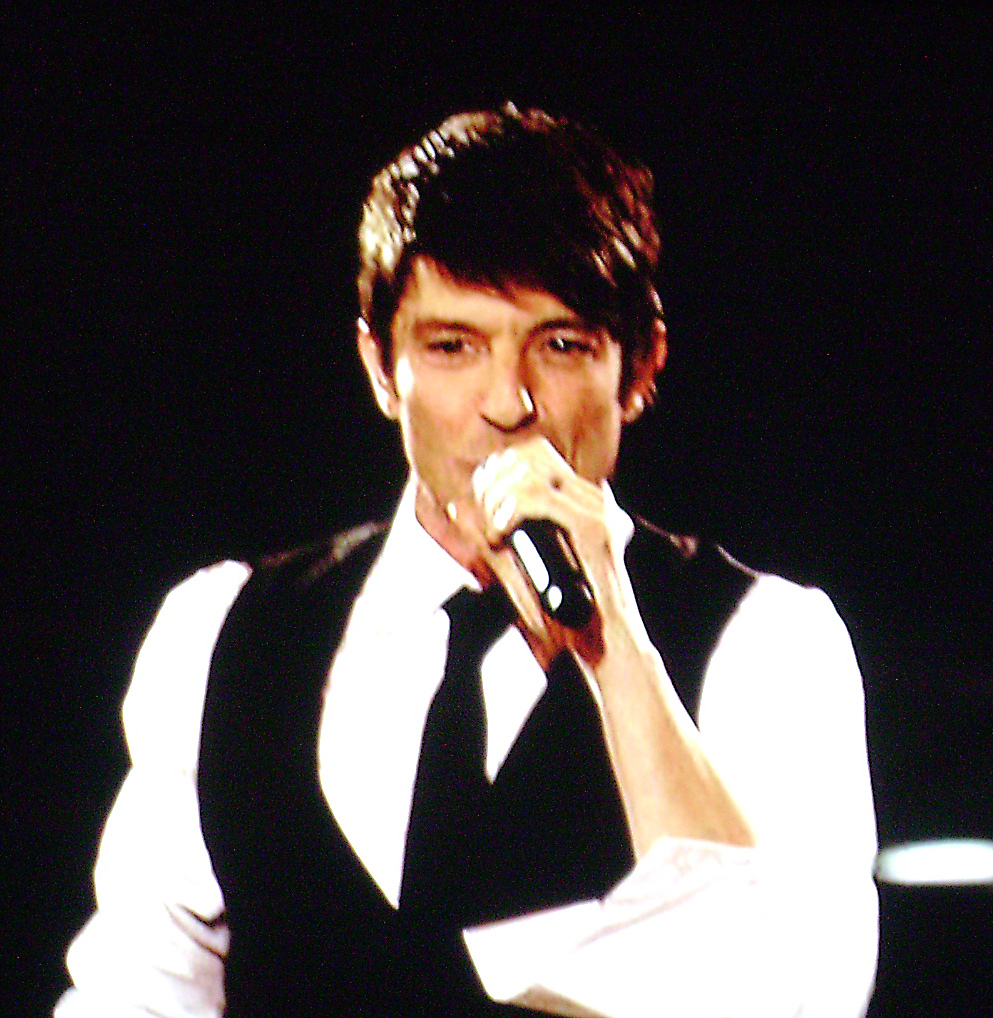
Koen Wauters (1-)
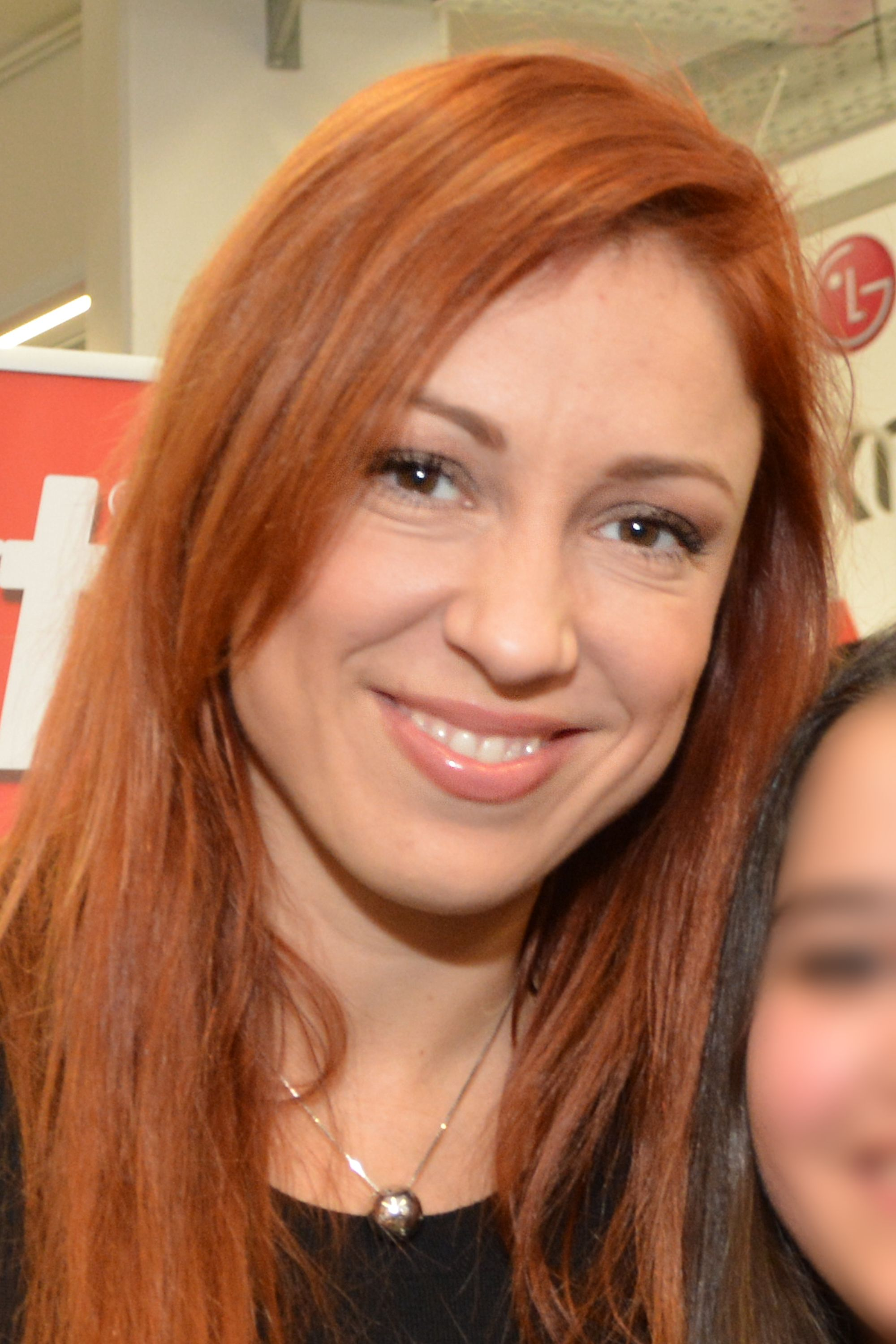
Natalia Druyts (1-2, 4-)
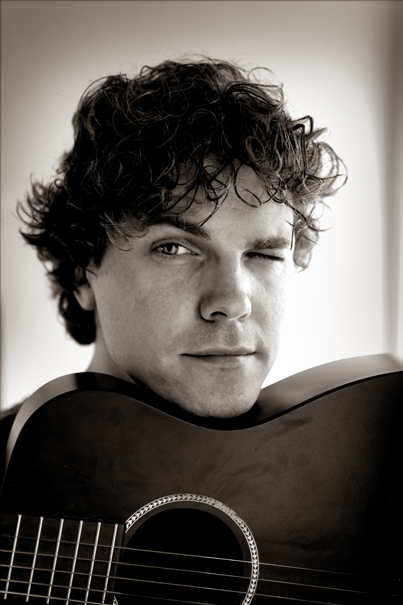
Jasper Steverlinck (1-2)
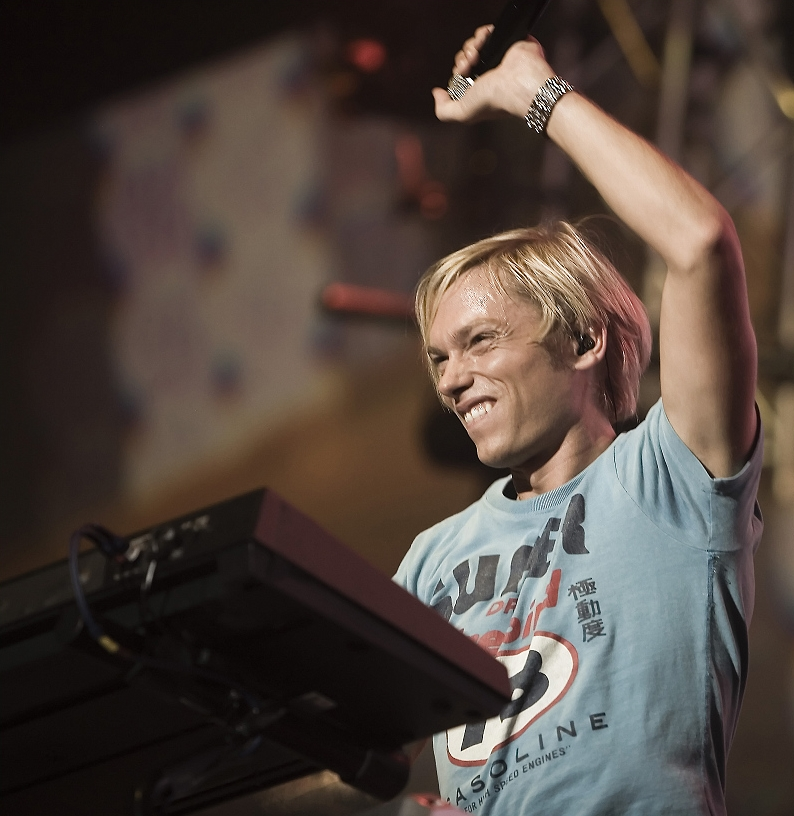
Regi Penxten (3)
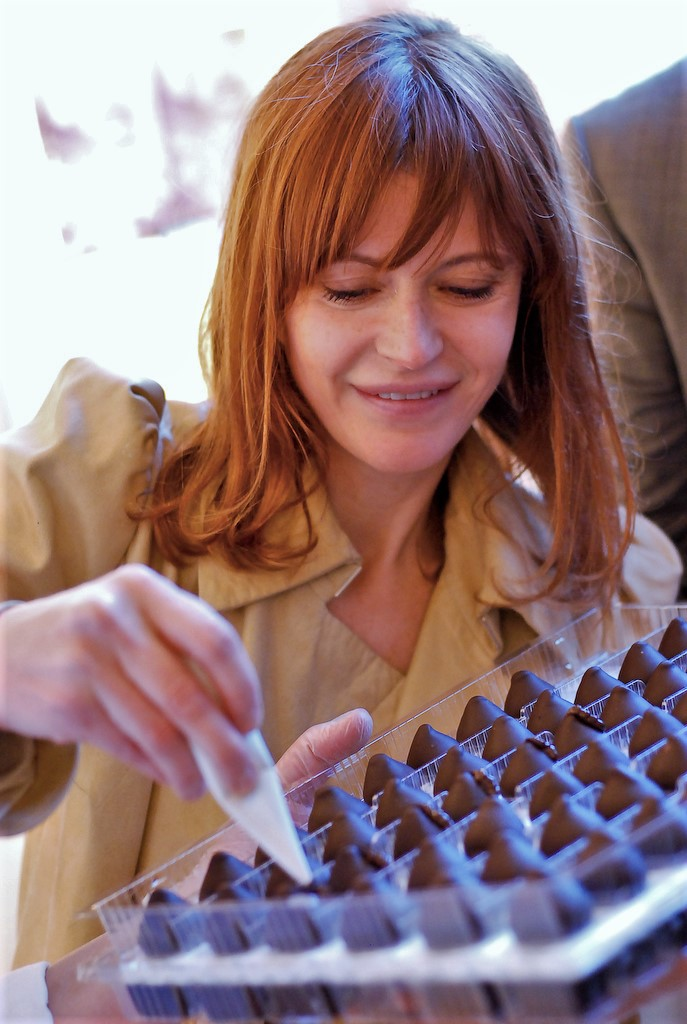
Axelle Red (3)
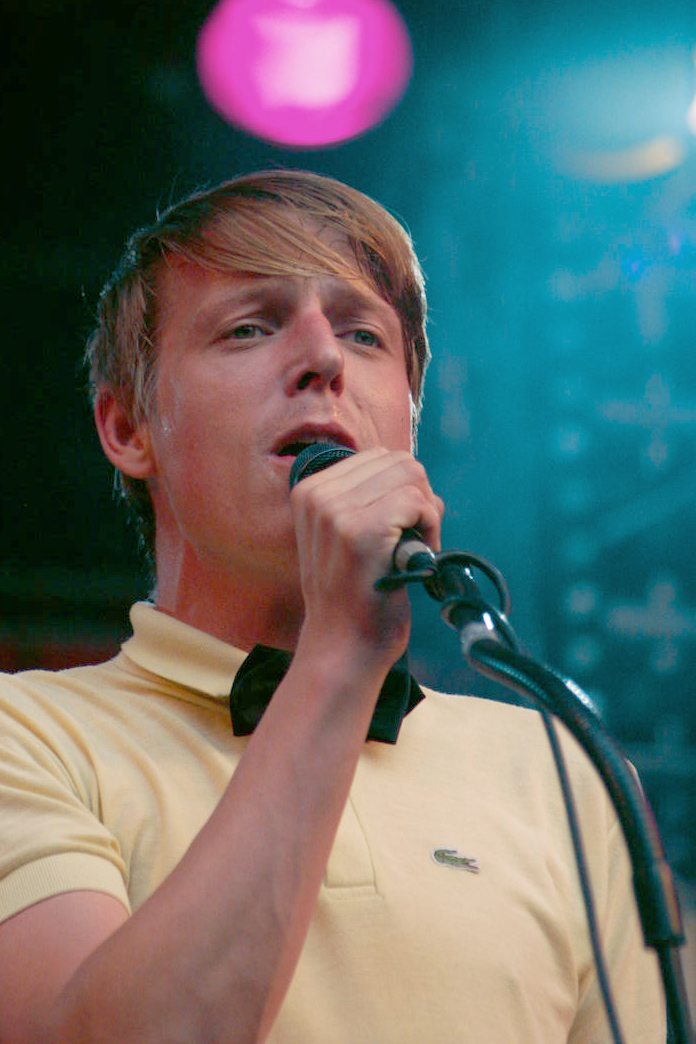
Bent Van Looy (3-4)
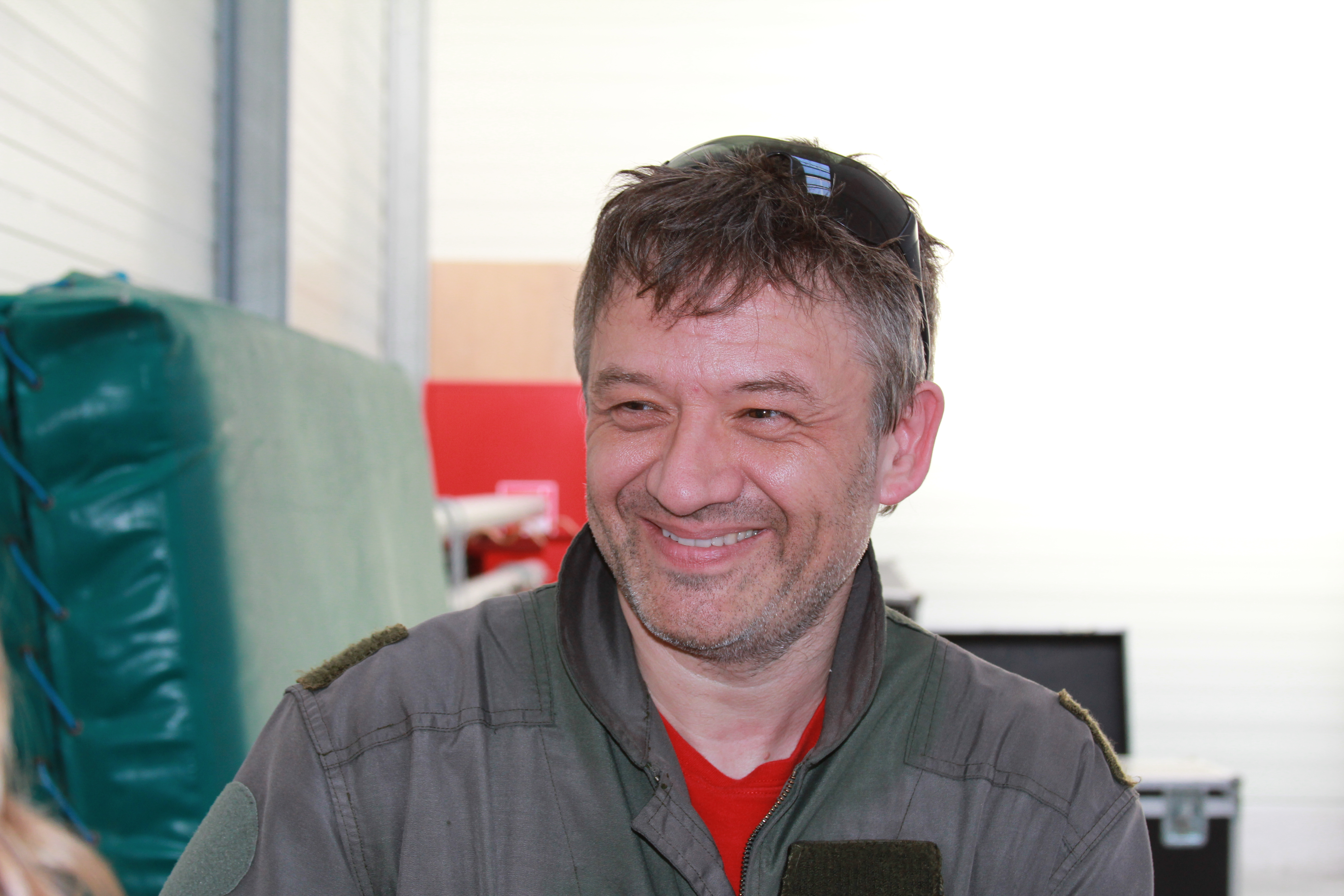
Bart Peeters (4-6)
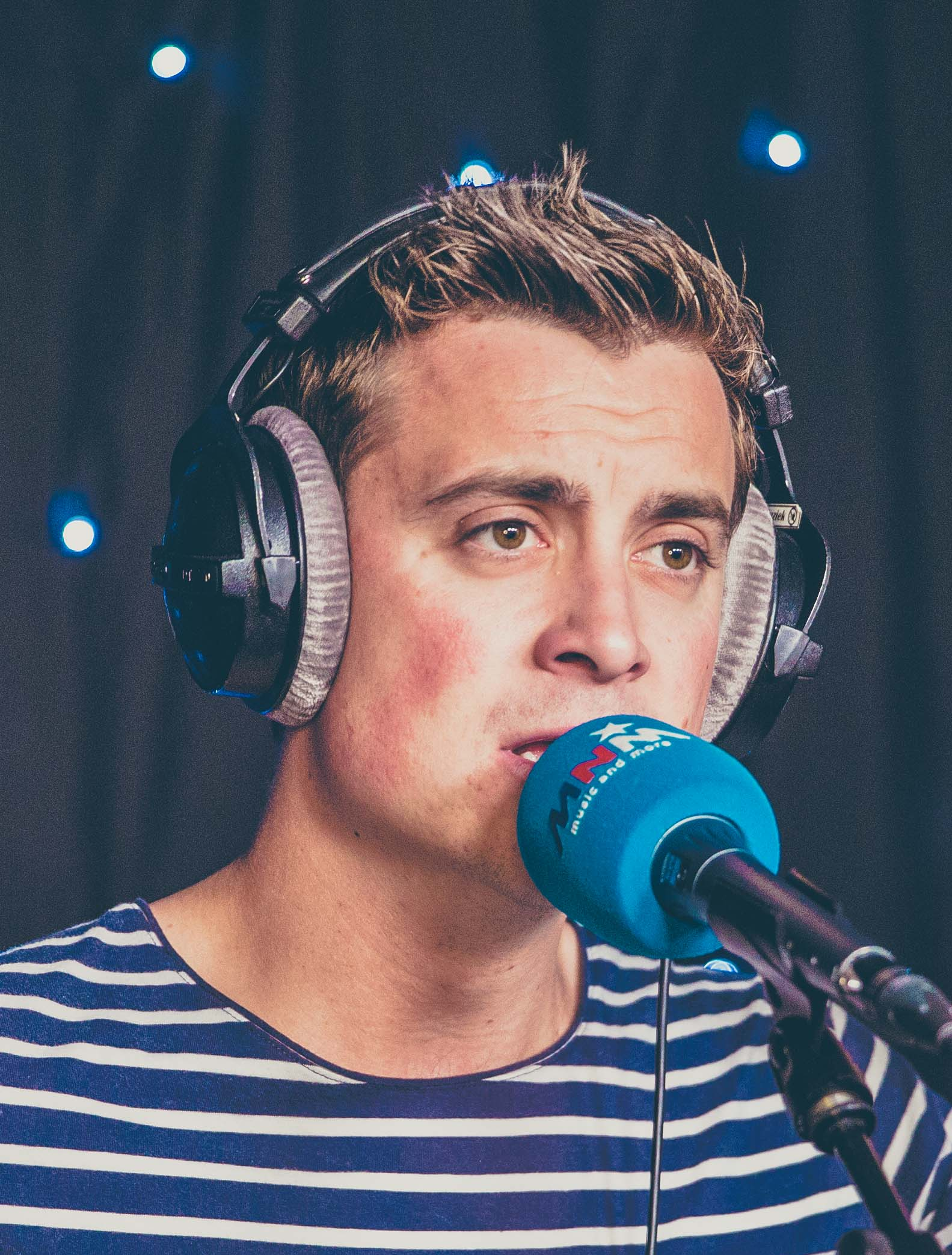
Niels Destadsbader (7)
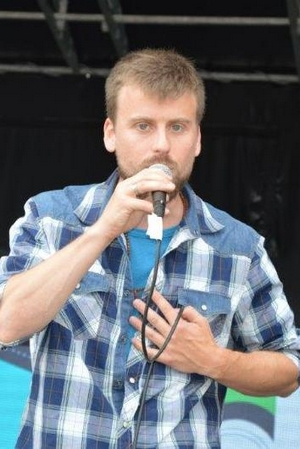
Tourist LeMC (7)
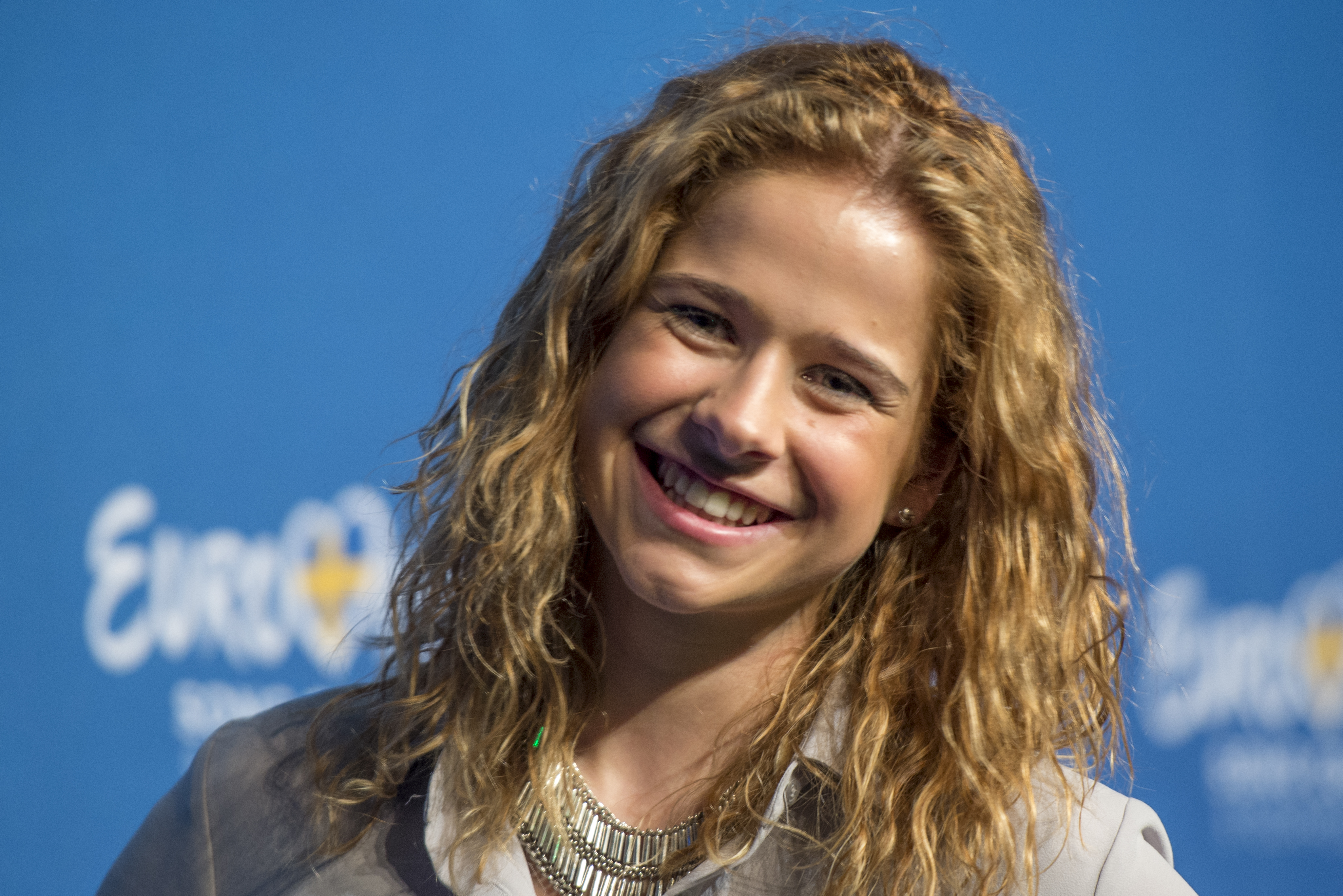
Laura Tesoro (Comeback Stage; 7-)

### Résumé des saisons
- Équipe Alex
- Équipe Jasper
- Équipe Koen
- Équipe Natalia

- Équipe Regi
- Équipe Axelle
- Équipe Bent
- Équipe Bart

- Équipe Niels
- Équipe Tourist
- Équipe Laura
- Équipe Jan

- Équipe Mathieu

| Saison | Chaîne | Première          | Finale           | Vainqueur           | Deuxième          | Troisième        | Quatrième        | Cinquième          | Coach gagnant      | Présentateurs | Présentateurs   | Présentateurs   | Ordre des chaises des coachs | Ordre des chaises des coachs | Ordre des chaises des coachs | Ordre des chaises des coachs | Ordre des chaises des coachs |
| Saison | Chaîne | Première          | Finale           | Vainqueur           | Deuxième          | Troisième        | Quatrième        | Cinquième          | Coach gagnant      | Principal     | Coulisses       | Coulisses       | 1                            | 2                            | 3                            | 4                            | 5                            |
| ------ | ------ | ----------------- | ---------------- | ------------------- | ----------------- | ---------------- | ---------------- | ------------------ | ------------------ | ------------- | --------------- | --------------- | ---------------------------- | ---------------------------- | ---------------------------- | ---------------------------- | ---------------------------- |
| 1      | VTM    | 25 novembre 2011  | 17 mars 2012     | Glenn Claes         | Silke Mastbooms   | Bert Voordeckers | Iris Van Straten | —                  | Jasper Steverlinck | An Lemmens    | Sean Dhondt     | Sean Dhondt     | Jasper                       | Natalia                      | Koen                         | Alex                         | —                            |
| 2      | VTM    | 18 janvier 2013   | 3 mai 2013       | Paulien Mathues     | Robby Longo       | Theo Dewitte     | Olivier De Laet  | —                  | Jasper Steverlinck | An Lemmens    | Sean Dhondt     | Sean Dhondt     | Alex                         | Natalia                      | Jasper                       | Koen                         | —                            |
| 3      | VTM    | 7 février 2014    | 23 mai 2014      | Tom De Man          | Laura Tesoro      | Koen en Jo Smets | Dunja Mees       | —                  | Bent Van Looy      | An Lemmens    | Sean Dhondt     | Sean Dhondt     | Regi                         | Koen                         | Axelle                       | Bent                         | —                            |
| 4      | VTM    | 19 février 2016   | 3 juin 2016      | Lola Obasuyi        | Jan Van De Ven    | Gilles Muylle    | Jimmy Colman     | —                  | Koen Wauters       | An Lemmens    | Sam De Bruyn    | Sam De Bruyn    | Bent                         | Natalia                      | Bart                         | Koen                         | —                            |
| 5      | VTM    | 8 septembre 2017  | 22 décembre 2017 | Luka Cruysberghs    | Dries De Vleminck | Bert Lievens     | Bonni Van Ounsen | —                  | Alex Callier       | An Lemmens    | Sean Dhondt     | Sean Dhondt     | Koen                         | Alex                         | Natalia                      | Bart                         | —                            |
| 6      | VTM    | 8 février 2019    | 24 mai 2019      | Ibe Wuyts           | Wannes Lacroix    | Bram De Mets     | Fee Loobuyck     | —                  | Koen Wauters       | An Lemmens    | Sean Dhondt     | Sean Dhondt     | Natalia                      | Bart                         | Koen                         | Alex                         | —                            |
| 7      | VTM    | 5 février 2021    | 28 mai 2021      | Grace Khuabi        | Robin Crauwels    | Simon Van Cant   | Joke Verhulst    | Nanou Nys          | Natalia Druyts     | An Lemmens    | Sean Dhondt     | Sean Dhondt     | Niels                        | Natalia                      | Tourist                      | Koen                         | Laura                        |
| 8      | VTM    | 30 septembre 2022 | 23 décembre 2022 | Louise Goedefroy    | Johan Callaers    | Evert Dirckx     | Wesley Ngoto     | Yente De Saedeleer | Natalia Druyts     | An Lemmens    | Aaron Blommaert | Gloria Monserez | Koen                         | Jan                          | Natalia                      | Mathieu                      | Laura                        |
| 9      | VTM    | 26 janvier 2024   | 26 avril 2024    | Christophe Verholle | Kobe Simoens      | Lucas Geldof     | Laurens Maes     | NC                 | Laura Tesoro       | An Lemmens    | Aster Nzeyimana | Aster Nzeyimana | Jan                          | Natalia                      | Mathieu                      | Koen                         | Laura                        |

## Palmarès
Les candidats par équipe ayant atteint l'étape des lives sont indiqués dans le tableau ci-dessous.
| Coachs             | Saison                          | Saison                 | Saison                   | Saison             | Saison                   | Saison                  | Saison                  | Saison             | Saison              |
| Coachs             | 1                               | 2                      | 3                        | 4                  | 5                        | 6                       | 7                       | 8                  | 9                   |
| ------------------ | ------------------------------- | ---------------------- | ------------------------ | ------------------ | ------------------------ | ----------------------- | ----------------------- | ------------------ | ------------------- |
| Koen Wauters       | Bert Voordeckers                | Theo Dewitte           | Laura Tesoro             | Lola Obasuyi       | Bonni Van Ounsen         | Ibe Wuyts               | Robin Crauwels          | Johan Callaers     | Kobe Simoens        |
| Koen Wauters       | Stephanie Oclin                 | Maria Theresa Morales  | Agnes De Raeve           | Leen Verstraete    | Amber Dhert              | Wannes Lacroix          | Joke Verhulst           | Rosann Kerckhaert  | Peter Steyaert      |
| Koen Wauters       | Dirk Cassierss                  | Eva Van Puyvelde       | Belinda De Bruyn         | Sandra Bakuku      | Mike Wolfs               | Rune Van Den Notenlaer  | Jill Van Vooren         | Louise Desmet      | Wout Eggermont      |
| Koen Wauters       | Pristice Yoka Mpela             | Niels Cockx            | Eva De Geyter            | Sepp Hendrix       | Lisa Okoh                | —                       | —                       | —                  | —                   |
| Koen Wauters       | Els De Martelaere               | Els Artois             | Eva Hendriks             | Kjell Baghein      | Melanie Mertens-Polak    | —                       | —                       | —                  | —                   |
| Koen Wauters       | Eley Van Hemelrijck             | Patricia Lalomia       | Lindsey De Bolster       | Nicola De Cock     | Tom Verhaeghe            | —                       | —                       | —                  | —                   |
| Koen Wauters       | —                               | Freija D'Hondt         | Seppe De Rooij           | Simon Vaernewyck   | Jérémie Vrielynck        | —                       | —                       | —                  | —                   |
| Koen Wauters       | —                               | Jeroen Van Troyen      | Steph Van Uytvanck       | Sofia Anessiadis   | Magalie Van Rompay       | —                       | —                       | —                  | —                   |
|                    |                                 |                        |                          |                    |                          |                         |                         |                    |                     |
| Natalia Druyts     | Silke Mastbooms                 | Robby Longo            | —                        | Jimmy Colman       | Bert Lievens             | Fee Loobuyck            | Grace Khuabi            | Louise Goedefroy   | Sandy Meeus         |
| Natalia Druyts     | Yass Smaali                     | Jana De Valck          | —                        | Camille Ooghe      | Sima Heyrati             | Jazz-Lynn Vanhemelrijck | Simon Van Cant          | Ruben Katshiame    | Selina Baron        |
| Natalia Druyts     | Ludovic Nyamabo                 | Daniel López Montejo   | —                        | David Maliyamungu  | Nelson Pereira           | Miroslav Gabor          | Annelies Fraeye         | Julót Van Der Pol  | —                   |
| Natalia Druyts     | Kris Struyven & Harry Hendrickx | Chris Medaer           | —                        | Kim Leyers         | Sitse Brems              | —                       | —                       | —                  | —                   |
| Natalia Druyts     | Axelle Aerts                    | Julie Barbé            | —                        | Julie Daems        | Jolyne Vanquaethoven     | —                       | —                       | —                  | —                   |
| Natalia Druyts     | Sarah Mulowayi                  | Jens Oomes             | —                        | Yael Adikou        | Tomisin Temidara         | —                       | —                       | —                  | —                   |
| Natalia Druyts     | —                               | Lucas Peeters          | —                        | Jessie Thijs       | Adele Monheim            | —                       | —                       | —                  | —                   |
| Natalia Druyts     | —                               | Bjorn & Joeri Rotthier | —                        | Naomy Laure        | Idriss Ly                | —                       | —                       | —                  | —                   |
|                    |                                 |                        |                          |                    |                          |                         |                         |                    |                     |
| Alex Callier       | Iris Van Straten                | Olivier De Laet        | —                        | —                  | Luka Cruysberghs         | Margarita Spirina       | —                       | —                  | —                   |
| Alex Callier       | Joke Vincke                     | Jaouad Alloul          | —                        | —                  | Dieter Guldemont         | Christophe Leenknecht   | —                       | —                  | —                   |
| Alex Callier       | Eveline Billiau                 | Jelle Degens           | —                        | —                  | Louis De Roo             | Charlotte Nuytkens      | —                       | —                  | —                   |
| Alex Callier       | Jodie Blommaert                 | Toni Verlinden         | —                        | —                  | Cherine Mroue            | —                       | —                       | —                  | —                   |
| Alex Callier       | Tanguy Van Dooren               | Arnd Van Vlierden      | —                        | —                  | Joséphine Rioda          | —                       | —                       | —                  | —                   |
| Alex Callier       | Willem Storms                   | Lauren Zweegers        | —                        | —                  | Xavier Bascho-George     | —                       | —                       | —                  | —                   |
| Alex Callier       | —                               | Kaat Verschueren       | —                        | —                  | Jessica Fernandes Amorim | —                       | —                       | —                  | —                   |
| Alex Callier       | —                               | Timna Vanhecke         | —                        | —                  | Joyce Vanderhoydonck     | —                       | —                       | —                  | —                   |
|                    |                                 |                        |                          |                    |                          |                         |                         |                    |                     |
| Jasper Steverlinck | Glenn Claes                     | Paulien Mathues        | —                        | —                  | —                        | —                       | —                       | —                  | —                   |
| Jasper Steverlinck | Maxine Eeckeloo                 | Matthijs Vanstaen      | —                        | —                  | —                        | —                       | —                       | —                  | —                   |
| Jasper Steverlinck | Mayken Hoessen                  | Domien Cnockaert       | —                        | —                  | —                        | —                       | —                       | —                  | —                   |
| Jasper Steverlinck | De zusjes Vinken                | Sarah Godard           | —                        | —                  | —                        | —                       | —                       | —                  | —                   |
| Jasper Steverlinck | Wim Vandenberghe                | Lisa Castelli          | —                        | —                  | —                        | —                       | —                       | —                  | —                   |
| Jasper Steverlinck | Charlotte Buyl                  | Lori Eestermans        | —                        | —                  | —                        | —                       | —                       | —                  | —                   |
| Jasper Steverlinck | —                               | Eva & Elias Storme     | —                        | —                  | —                        | —                       | —                       | —                  | —                   |
| Jasper Steverlinck | —                               | Bert Van Renne         | —                        | —                  | —                        | —                       | —                       | —                  | —                   |
|                    |                                 |                        |                          |                    |                          |                         |                         |                    |                     |
| Regi Penxten       | —                               | —                      | Dunja Mees               | —                  | —                        | —                       | —                       | —                  | —                   |
| Regi Penxten       | —                               | —                      | Cas Vandecruys           | —                  | —                        | —                       | —                       | —                  | —                   |
| Regi Penxten       | —                               | —                      | Jamilla Baidou           | —                  | —                        | —                       | —                       | —                  | —                   |
| Regi Penxten       | —                               | —                      | Johan Van Royen          | —                  | —                        | —                       | —                       | —                  | —                   |
| Regi Penxten       | —                               | —                      | Joke Herremy             | —                  | —                        | —                       | —                       | —                  | —                   |
| Regi Penxten       | —                               | —                      | Lisa Gilissen            | —                  | —                        | —                       | —                       | —                  | —                   |
| Regi Penxten       | —                               | —                      | Melanie De Saedeleer     | —                  | —                        | —                       | —                       | —                  | —                   |
| Regi Penxten       | —                               | —                      | Mikaël Ophoff            | —                  | —                        | —                       | —                       | —                  | —                   |
|                    |                                 |                        |                          |                    |                          |                         |                         |                    |                     |
| Axelle Red         | —                               | —                      | Koen en Jo Smets         | —                  | —                        | —                       | —                       | —                  | —                   |
| Axelle Red         | —                               | —                      | Aurélie Van Rompay       | —                  | —                        | —                       | —                       | —                  | —                   |
| Axelle Red         | —                               | —                      | Dwayne Daeseleire        | —                  | —                        | —                       | —                       | —                  | —                   |
| Axelle Red         | —                               | —                      | Emma Lauwers             | —                  | —                        | —                       | —                       | —                  | —                   |
| Axelle Red         | —                               | —                      | Jessica Ndimubandi       | —                  | —                        | —                       | —                       | —                  | —                   |
| Axelle Red         | —                               | —                      | Laure Mot                | —                  | —                        | —                       | —                       | —                  | —                   |
| Axelle Red         | —                               | —                      | Peter Boone              | —                  | —                        | —                       | —                       | —                  | —                   |
| Axelle Red         | —                               | —                      | Steven Van den Panhuyzen | —                  | —                        | —                       | —                       | —                  | —                   |
|                    |                                 |                        |                          |                    |                          |                         |                         |                    |                     |
| Bent Van Looy      | —                               | —                      | Tom De Man               | Gilles Muylle      | —                        | —                       | —                       | —                  | —                   |
| Bent Van Looy      | —                               | —                      | Camille Van Wambeke      | Sophie Speck       | —                        | —                       | —                       | —                  | —                   |
| Bent Van Looy      | —                               | —                      | Chloé Ditlefsen          | Janna Salhoume     | —                        | —                       | —                       | —                  | —                   |
| Bent Van Looy      | —                               | —                      | Cristina Sapalo          | Laura Martens      | —                        | —                       | —                       | —                  | —                   |
| Bent Van Looy      | —                               | —                      | Demi Eestermans          | Jens De Laet       | —                        | —                       | —                       | —                  | —                   |
| Bent Van Looy      | —                               | —                      | Elie De Prijcker         | Olivia Trappeniers | —                        | —                       | —                       | —                  | —                   |
| Bent Van Looy      | —                               | —                      | Jolan Standaert          | Jolan Renson       | —                        | —                       | —                       | —                  | —                   |
| Bent Van Looy      | —                               | —                      | Mandy Nijssen            | Shauni Rau         | —                        | —                       | —                       | —                  | —                   |
|                    |                                 |                        |                          |                    |                          |                         |                         |                    |                     |
| Bart Peeters       | —                               | —                      | —                        | Jan Van De Ven     | Dries De Vleminck        | Bram De Mets            | —                       | —                  | —                   |
| Bart Peeters       | —                               | —                      | —                        | Robin Desmet       | Yoeri Mellaerts          | Petra Hessing           | —                       | —                  | —                   |
| Bart Peeters       | —                               | —                      | —                        | Lisa Van Rossem    | Sebastiaan Carron        | Karim Lequenne          | —                       | —                  | —                   |
| Bart Peeters       | —                               | —                      | —                        | Yana De Saedeleer  | Jan Hulsmans             | —                       | —                       | —                  | —                   |
| Bart Peeters       | —                               | —                      | —                        | Lina Lahbiri       | Nabil Khemir             | —                       | —                       | —                  | —                   |
| Bart Peeters       | —                               | —                      | —                        | Sigi Hendrix       | Robin Dhoore             | —                       | —                       | —                  | —                   |
| Bart Peeters       | —                               | —                      | —                        | Gergana Velikova   | Ellen Van Gool           | —                       | —                       | —                  | —                   |
| Bart Peeters       | —                               | —                      | —                        | Nick Rosseel       | Guillaume Vangu          | —                       | —                       | —                  | —                   |
|                    |                                 |                        |                          |                    |                          |                         |                         |                    |                     |
| Niels Destadsbader | —                               | —                      | —                        | —                  | —                        | —                       | Nanou Nys               | —                  | —                   |
| Niels Destadsbader | —                               | —                      | —                        | —                  | —                        | —                       | Tobe Vandekerckhove     | —                  | —                   |
| Niels Destadsbader | —                               | —                      | —                        | —                  | —                        | —                       | Sinay Bavurhe           | —                  | —                   |
|                    |                                 |                        |                          |                    |                          |                         |                         |                    |                     |
| Tourist LeMC       | —                               | —                      | —                        | —                  | —                        | —                       | Ilias Addi              | —                  | —                   |
| Tourist LeMC       | —                               | —                      | —                        | —                  | —                        | —                       | Nisrine Rabhioui Simon  | —                  | —                   |
| Tourist LeMC       | —                               | —                      | —                        | —                  | —                        | —                       | Thomas Vankriekelsvenne | —                  | —                   |
|                    |                                 |                        |                          |                    |                          |                         |                         |                    |                     |
| Laura Tesoro       | —                               | —                      | —                        | —                  | —                        | —                       | Edison Sahiti           | Néhémie Katshiame  | Christophe Verholle |
| Laura Tesoro       | —                               | —                      | —                        | —                  | —                        | —                       | Mats Tuerlinckx         | Tessa Cornelis     | Lucas Geldof        |
| Laura Tesoro       | —                               | —                      | —                        | —                  | —                        | —                       | Yvette Boatemaa         | Ashley Feytons     | Nicole Verbraeken   |
|                    |                                 |                        |                          |                    |                          |                         |                         |                    |                     |
| Mathieu Terryn     | —                               | —                      | —                        | —                  | —                        | —                       | —                       | Evert Dirckx       | Laurens Maes        |
| Mathieu Terryn     | —                               | —                      | —                        | —                  | —                        | —                       | —                       | Yente De Saedeleer | Mette-Marie Maes    |
| Mathieu Terryn     | —                               | —                      | —                        | —                  | —                        | —                       | —                       | Kaat Neefs         | Liene Cuyx          |
| Mathieu Terryn     | —                               | —                      | —                        | —                  | —                        | —                       | —                       | —                  | Marthe De Leeneer   |
| Mathieu Terryn     | —                               | —                      | —                        | —                  | —                        | —                       | —                       | —                  | Paak Kormongkolkul  |
|                    |                                 |                        |                          |                    |                          |                         |                         |                    |                     |
| Jan Paternoster    | —                               | —                      | —                        | —                  | —                        | —                       | —                       | Wesley Ngoto       | Xerxes Wouters      |
| Jan Paternoster    | —                               | —                      | —                        | —                  | —                        | —                       | —                       | Marilou Caudron    | Kevin Heye          |
| Jan Paternoster    | —                               | —                      | —                        | —                  | —                        | —                       | —                       | Ilaria Coppens     | —                   |

Légende
- Vainqueur
- Deuxième
- Troisième
- Quatrième
- Cinquième
- Abandon
- — : Ne participe pas à la saison
- en gras : Finaliste